# Audrey Hollander
Audrey Hollander (Alexandria, Virginia; 4 de noviembre de 1979), nombre artístico de Lindsay Gene Abston Brush, es una actriz pornográfica estadounidense.

## Biografía
Es conocida en el mundo de la pornografía por la práctica de sexo anal, especializándose en dobles y triples penetraciones anales, así como por su técnica en el sexo oral profundo. A mediados de 2007 ha protagonizado más de 200 películas, y ha codirigido "Destroy the World" con su marido Otto Bauer. 
Su debut como directora es con una película para su productora Mach2 llamada pASSionate LOVE.
En una entrevista que data de julio de 2007 explicó que nunca ha hecho una escena sin sexo anal. De hecho, "en el último año, todas las escenas que hice eran de doble anal".

## Premios
| Premiación | Año  | Resultado | Premio                                 | Trabajo                                                                                                |
| ---------- | ---- | --------- | -------------------------------------- | --- |
| XRCO Award | 2005 | Ganadora  | The Violation of Audrey Hollander.     | The Violation of Audrey Hollander.                                                                     |
| AVN Award  | 2005 | Ganadora  | Mejor Escena de Sexo Lésbico.          | The Violation of Audrey Hollander, con Gia Paloma, Ashley Blue, Tyla Wynn, Brodi y Kelly Kline.        |
| AVN Award  | 2006 | Ganadora  | Mejor Interpretación Femenina del Año. | Mejor Interpretación Femenina del Año.                                                                 |
| AVN Award  | 2006 | Ganadora  | Mejor Escena de Sexo en Grupo.         | Squealer, con Smokie Flame, Jassie, Kimberly Kane, Otto Bauer, Scott Lyons, Kris Slater y Scott Nails. |
| AVN Award  | 2006 | Ganadora  | Mejor Escena de Sexo Anal.             | Sentenced, con Otto Bauer.                                                                             |
| AVN Award  | 2008 | Ganadora  | La Escena Más Atroz.                   | Ass Blastin Felchin Anal Whores, con Cindy Crawford y Rick Masters.                                    |